# Didí Torrico
Didí Torrico Camacho (Cochabamba, 18 de mayo de 1987) es un futbolista boliviano. Juega como centrocampista en Club Aurora de la Primera División de Bolivia. Es hermano del futbolista Jair Torrico.

## Trayectoria
Nació el 18 de mayo de 1988 en Cochabamba, Bolivia, y desde pequeño se interesó por el fútbol. En el 2005, debutó en la primera división del club Iberoamericana, pero de todos modos no estaba asegurada su titularidad en ese humilde equipo, por lo que su representante comenzó a rebuscar equipos de mayor importancia para que fichen por él y al fin milite en un club de Primera División y pueda sacar a la luz su fútbol.
Mientras militaba en el Iberoamericana, su representante lo presentó en el Bolívar, donde tuvo la oportunidad de entrenar una vez, pero el mánager del club quedó disconforme y no lo tomó. Más tarde, optó por otro equipo grande, The Strongest, donde ocurrió lo mismo. Finalmente, Didí Torrico fue observado por La Paz FC con ambición, y luego de un año de seguir estando en el banco de Iberoamericana donde sólo jugó cinco partidos, fue transferido a La Paz FC.
Militó en La Paz FC desde mediados del 2006 hasta principios del 2009, donde pudo conseguir la importante cifra de 107 partidos con 5 tantos, se categorizó a Torrico como un diamante en bruto del fútbol boliviano, ya que ser titular en el La Paz, no es para cualquiera, y además con tan solo 20 años en la época de apogeo del club.
Venció su contrato a principios del 2009, y fue traspasado al Jorge Wilstermann, donde hasta se ha desempeñado en 25 partidos marcó 5 goles. En 2010 fue contratado por Bolívar, club con el que anotó 1 gol, cifra mucho menor a lo hecho en Jorge Wilstermann. Su irregularidad en el club paceño imposibilitó su permanencia y fue liberado para jugar en club potosino Nacional. Luego de otra mala temporada, fue separado de su club y fichó por el San José de Oruro, su actual equipo con el que se hizo de la titularidad, y ha conseguido dos subcampeonatos de la liga local.

## Selección nacional

### Categorías menores
| Torneo                      | Sede     | Resultado    | Partidos | Goles | Asis. |
| --------------------------- | -------- | ------------ | -------- | ----- | ----- |
| Sudamericano Sub-20 de 2007 | Paraguay | Primera fase | 4        | 0     | 0     |
| Total                       | Total    | Total        | 4        | 0     | 0     |

### Selección absoluta
Ha sido internacional con la selección de fútbol de Bolivia. Anotó uno de los goles de Bolivia frente a Argentina en el histórico 6-1 del 1 de abril de 2009 (tres goles de Joaquín Botero, uno de Álex Da Rosa, uno de Marcelo Moreno Martins y el restante del propio Torrico). El mismo calificó a ese gol como "el más importante de su carrera por haberle marcado a una selección llena de estrellas".
| Partidos internacionales | Partidos internacionales | Partidos internacionales                                                  | Partidos internacionales | Partidos internacionales | Partidos internacionales | Partidos internacionales | Partidos internacionales | Partidos internacionales | Partidos internacionales         |
| N.º                      | Fecha                    | Estadio                                                                   | Local                    | Resultado                | Visitante                | Goles                    | Asistencias              | DT                       | Competición                      |
| ------------------------ | ------------------------ | ------------------------------------------------------------------------- | ------------------------ | ------------------------ | ------------------------ | ------------------------ | ------------------------ | ------------------------ | -------------------------------- |
| 1                        | 18 de junio de 2008      | Estadio Hernando Siles, La Paz, Bolivia                                   | Bolivia                  | 4-2                      | Paraguay                 |                          |                          | Erwin Sánchez            | Clasificatorias a Sudáfrica 2010 |
| 2                        | 6 de agosto de 2008      | Estadio Conmemorativo Robert F. Kennedy, Washington D. C., Estados Unidos | Bolivia                  | 0-3                      | Guatemala                |                          |                          | Erwin Sánchez            | Amistoso                         |
| 3                        | 20 de agosto de 2008     | Estadio Ramón Tahuichi Aguilera, Santa Cruz de la Sierra, Bolivia         | Bolivia                  | 1-0                      | Panamá                   |                          |                          | Erwin Sánchez            | Amistoso                         |
| 4                        | 11 de octubre de 2008    | Estadio Hernando Siles, La Paz, Bolivia                                   | Bolivia                  | 3-0                      | Perú                     |                          |                          | Erwin Sánchez            | Clasificatorias a Sudáfrica 2010 |
| 5                        | 14 de octubre de 2008    | Estadio Hernando Siles, La Paz, Bolivia                                   | Bolivia                  | 2-2                      | Uruguay                  |                          |                          | Erwin Sánchez            | Clasificatorias a Sudáfrica 2010 |
| 6                        | 12 de marzo de 2009      | Dick's Sporting Goods Park, Commerce City, Estados Unidos                 | México                   | 5-1                      | Bolivia                  | 68'                      |                          | Erwin Sánchez            | Amistoso                         |
| 7                        | 28 de marzo de 2009      | Estadio Nemesio Camacho El Campín, Bogotá, Colombia                       | Colombia                 | 2-0                      | Bolivia                  |                          |                          | Erwin Sánchez            | Clasificatorias a Sudáfrica 2010 |
| 8                        | 1 de abril de 2009       | Estadio Hernando Siles, La Paz, Bolivia                                   | Bolivia                  | 6-1                      | Argentina                | 86'                      |                          | Erwin Sánchez            | Clasificatorias a Sudáfrica 2010 |
| 9                        | 11 de junio de 2009      | Estadio Nacional Julio Martínez Prádanos, Santiago, Chile                 | Chile                    | 4-0                      | Bolivia                  |                          |                          | Erwin Sánchez            | Clasificatorias a Sudáfrica 2010 |

## Estadísticas
| Club                  | País    | Año               |
| --------------------- | ------- | ----------------- |
| Iberoamericana        | Bolivia | 2005              |
| La Paz F. C.          | Bolivia | 2006 - 2009       |
| Jorge Wilstermann     | Bolivia | 2009              |
| Bolívar               | Bolivia | 2010              |
| C. A. Nacional Potosí | Bolivia | 2011              |
| San José              | Bolivia | 2012              |
| Guabirá               | Bolivia | 2013 - 2014       |
| Blooming              | Bolivia | 2014 - 2016       |
| San José              | Bolivia | 2016 - 2017       |
| Sport Boys Warnes     | Bolivia | 2017              |
| San José              | Bolivia | 2018 - 2019       |
| Jorge Wilstermann     | Bolivia | 2020              |
| Royal Pari F. C.      | Bolivia | 2021              |
| Palmaflor             | Bolivia | 2022- presente    |
| Club Aurora           | Bolivia | 2023 - Actualidad |

## Palmarés

### Títulos nacionales
| Título           | Club     | Año           |
| ---------------- | -------- | ------------- |
| Primera División | San José | Clausura 2018 |